# 法國新聞台
法國新聞台 （法語：France Info）是法國的一個國內新聞頻道，自2016年8月31日傍晚6點開始在互聯網網上播出，次日晚上8點開始在電視上播出，是法国境内第五间新闻频道。全天播出自制节目18小时，每天凌晨0:00至6:00转播法语版法蘭西24。频道包装音乐由法国音乐家雅尔设计。

## 外部連結
- 频道官网 （页面存档备份，存于）